# 列比德季亞
51°50′29″N 32°20′38″E / 51.84139°N 32.34389°E
列比德季亞（烏克蘭語：Лебіддя），是烏克蘭北部的村莊，隸屬切爾尼希夫州的科留基夫卡區。該村始建於1850年，面積0.22平方公里，海拔高度157米，2001年人口3，人口密度每平方公里13.8人。